# Білопідляське воєводство
Білопідляське воєводство (пол. województwo bialskopodlaskie) — адміністративно-територіальна одиниця Польщі найвищого рівня, яка існувала у 1975—1998 роках.
Являло собою одну з 49 основних одиниць адміністративного поділу Польщі, які були скасовані в результаті адміністративної реформи Польщі 1998 року.
Займало площу 5348 км². Адміністративним центром воєводства було місто Біла Підляська. Після адміністративної реформи воєводство припинило своє існування і його територія повністю відійшла до Люблінського воєводства.

## Загальні дані (на 1.01.1998)
Площа – 5348 км²
Чисельність населення – 309,0 тис.
Густота населення – 57,8 ос/км²
Міське населення – 38%
Природний приріст населення – 1,0%
Безробіття – 9,1%
Середня заробітня плата – 942 zł
Ліси – 22,7%
Орні землі – 69,2%

## Районні адміністрації
- Районна адміністрація в Білої Підляської для гмін: Біла Підляська, Ганна, Гушлев, Янів Підляський, Кодень, Константинів, Лешна-Подляська, Ломази, Лосиці, Ольшанка, Піщаць, Плятерув, Рокитно, Россош, Сарнакі, Словатиче, Соснувка, Стара Корниця Тереспіль, Тучна, Вішніце, Залесе та міст Біла Підляська та Тереспіль
- Районна адміністрація у Парчеві для гмін: Дембова-Клода, Яблонь, Мілянув, Парчів, Подедвуже та Семень
- Районна адміністрація у Радині-Підляському для гмін: Чемереники, Дрелюв, Конколевниця-Всходня, Комарувка-Подляська, М'єндзижець-Подляський, Радинь-Підляський, Улян-Майорат, Вогинь та міст М'єндзижець-Подляський та Радинь-Підляський.

## Міста
Чисельність населення на 31.12.1998
- Біла Підляська – 59 047
- Межиріччя – 18 274
- Радинь-Підляський – 16 852
- Парчів – 11 090
- Лосиці – 7205
- Тереспіль – 6002

## Населення
| Рік         | 1975    | 1980    | 1985    | 1990    | 1995    | 1998    |
| Чисельність | 280.400 | 286.400 | 297.900 | 305.300 | 309.500 | 309.200 |